# (3485) Barucci
(3485) Barucci ist ein Asteroid des Hauptgürtels, der am 11. Juli 1983 vom US-amerikanischen Astronomen Edward L. G. Bowell an der Anderson Mesa Station (IAU-Code 688) des Lowell-Observatoriums in Coconino County entdeckt wurde.
Benannt wurde der Asteroid nach der Astronomin Maria A. Barucci.